# Schwedelbach
Schwedelbach település Németországban, Rajna-vidék-Pfalz tartományban. Lakosainak száma 1194 fő (2023. december 31.).

## Népesség
A település népességének változása:
| Lakosok száma | 813  | 1063 | 1044 | 1109 | 1141 | 1194 |
|               | 1975 | 2017 | 2019 | 2021 | 2022 | 2023 |